# 路易·马克
路易·马克（法語：Louis Marc，1880年7月27日—？），法国男子游泳、水球运动员。他曾代表法国参加1900年夏季奥林匹克运动会，获得男子水球铜牌。